# أوزيبيو بيخارانو
أوزيبيو بيخارانو (بالإسبانية: Eusebio Bejarano)‏ هو لاعب كرة قدم إسباني في مركز الدفاع، ولد في 6 مايو 1948 في بطليوس في إسبانيا. شارك مع منتخب إسبانيا تحت 23 سنة لكرة القدم. أما مع النوادي، فقد لعب مع أتلتيكو مدريد وريال سبورتينغ خيخون.

## وصلات خارجية
- أوزيبيو بيخارانو على موقع الاتحاد الأوربي (الإنجليزية)
- أوزيبيو بيخارانو على موقع قاعدة بيانات كرة القدم.إي يو (الإنجليزية)
- أوزيبيو بيخارانو على موقع عالم كرة القدم.نت (الإنجليزية)